# Атертон (Квінсленд)
Атертон (англ. Atherton) — невелике містечко у штаті Квінсленд. Є частиною району місцевого самоврядування Тейблендс.

## Географія
Атертон розташовується у північно-східній частині штату, лежить на однойменному плато.

### Клімат
Містечко знаходиться у зоні, котра характеризується вологим субтропічним кліматом. Найтепліший місяць — січень із середньою температурою 23.3 °C (74 °F). Найхолодніший місяць — липень, із середньою температурою 15.6 °С (60 °F).
| Клімат Атертона         | Клімат Атертона | Клімат Атертона | Клімат Атертона | Клімат Атертона | Клімат Атертона | Клімат Атертона | Клімат Атертона | Клімат Атертона | Клімат Атертона | Клімат Атертона | Клімат Атертона | Клімат Атертона | Клімат Атертона |
| Показник                | Січ.            | Лют.            | Бер.            | Квіт.           | Трав.           | Черв.           | Лип.            | Серп.           | Вер.            | Жовт.           | Лист.           | Груд.           | Рік             |
| Середній максимум, °C   | 29              | 28,1            | 27,2            | 25,6            | 23,4            | 22,1            | 21,8            | 22,9            | 24,6            | 27,7            | 29,3            | 29,7            | 26              |
| Середня температура, °C | 23              | 23              | 22              | 20              | 18              | 16              | 16              | 16              | 18              | 20              | 22              | 23              | 20              |
| Середній мінімум, °C    | 18,3            | 18,6            | 17,8            | 15,5            | 13,5            | 11              | 10,4            | 9,9             | 11,6            | 13,6            | 16              | 17,2            | 14,5            |
| Норма опадів, мм        | 280             | 300             | 250             | 100             | 60              | 40              | 30              | 20              | 20              | 20              | 70              | 170             | 1410            |
| Днів з дощем            | 15,9            | 15,5            | 16,3            | 13,4            | 11,7            | 10              | 8,3             | 6,5             | 5,1             | 4,9             | 6,8             | 10,7            | 125,2           |
| ----------------------- | --------------- | --------------- | --------------- | --------------- | --------------- | --------------- | --------------- | --------------- | --------------- | --------------- | --------------- | --------------- | --------------- |
| Джерело: Weatherbase    |                 |                 |                 |                 |                 |                 |                 |                 |                 |                 |                 |                 |                 |